# Cooperativa Ceramica d'Imola
Cooperativa Ceramica d'Imola è una delle più antiche e longeve Cooperative di Produzione e Lavoro d'Italia. Con sede direzionale e stabilimento a Imola, Cooperativa Ceramica d'Imola è un'azienda che produce pavimenti e rivestimenti in ceramica e grès porcellanato per uso privato e pubblico. Possiede 3 stabilimenti produttivi in cui sono impegnati 940 dipendenti, per una capacità produttiva di oltre 20.000.000 m² destinati all'edilizia residenziale.

## Storia
La Cooperativa Ceramica d'Imola nasce con la cessione, il 22 giugno 1874, della fabbrica di stoviglie e maioliche, di proprietà di Giuseppe Bucci e del fratello Angelo, agli operai. Una cessione che muove dalla volontà di contribuire al "progresso dell'industria e al miglioramento economico dei lavoratori". Un credo che viene anche sottoscritto e dichiarato da tutti i soci storici nel Patto di Fratellanza e nei vari statuti.

### Fine 1800 - 1950
A fine 1800 la Cooperativa Ceramica d'Imola inaugura la Seziona Artistica, un laboratorio artigianale dedicato alla ricerca artistica e alla produzione di maioliche. In questa bottega vengono ancora oggi realizzate a mano le principali fasi della produzione ceramica: la foggiatura (tecnica che consente di lavorare al tornio un pezzo d'argilla), il colaggio (momento in cui l'argilla viene colata in appositi stampi), la decorazione (decoro dell'elemento ceramico attraverso colori, pennelli e spolveri).
I primi anni del XX secolo segnano l'ingresso nel mercato internazionale; conseguentemente la produzione di piastrelle diviene l'attività primaria. L'espansione del mercato di riferimento è testimoniata dalla partecipazione all'Esposizione di Torino del 1911, voluta dal Direttore artistico Gaetano Lodi, pittore originario di Crevalcore. In aumento anche gli stabilimenti produttivi: è di questi anni infatti il progetto di recupero architettonico di una vetreria convertita alla produzione di ceramica. Si tratta dell'edificio che ospita il Museo G. Bucci, la Sala Mostra e la Bottega della Cooperativa Ceramica d'Imola.
L'aumento della forza e della capacità produttiva vanno di pari passo a una crescente notorietà dell'azienda, che riceve la visita anche dal re Re d'Italia Vittorio Emanuele III, oltre che di altre personalità di spicco del mondo artistico italiano.

### 1960 - oggi
I decenni che vanno dalla metà del Novecento sino alla fine dello stesso sono contrassegnati da un costante sviluppo e da un incremento continuo della capacità produttiva, sino ad arrivare agli sviluppi degli anni novanta, che vedono il varo della sede attuale (in Via Vittorio Veneto 13 a Imola) e l'acquisizione di due nuove società: "I.C.F." nel 1991 e "Leonardo 1502" nel 1993.
La Cooperativa Ceramica d'Imola entra negli anni duemila ampliando la propria gamma di produzione e con soluzioni tecnologiche d'avanguardia per rispondere alle esigenze dei mercati esteri in forte espansione.

## Il museo G. Bucci
Il museo-centro di documentazione storico-artistica G. Bucci nasce nel 1979 e rappresenta la memoria storica di Cooperativa Ceramica di Imola. Raccoglie i 130 anni di vita dell'azienda.
La sede è in una vetreria risalente al 1700 e ristrutturata, al cui interno è possibile effettuare un percorso nella storia passando dagli autori dei primi manufatti, sino a quelli contemporanei, arrivando alla sala delle decorazioni.
Numerose le opere ceramiche di autori dal calibro internazionali, fra questi si trovano testimonianze di Gio Ponti, Enrico Bay, Arnaldo Pomodoro, Emilio Tadini, Ugo La Pietra, Mitoraj, Joe Tilson, Hsiao-Cin e Remo Brindisi, Aldo Spoldi.

### Sala degli artisti contemporanei
In questa sezione trovano posto le opere realizzate dal 1981 in poi presso la Sezione Artistica di Cooperatica Ceramica d'Imola dagli artisti dei nostri tempi. L'inizio di collaborazioni di questo tipo risale agli inizi degli anni ottanta, quando con gli artisti Remo Brindisi e Hsiao-Chin venne avviata, in collaborazione con lo Studio Marconi di Milano, l'operazione Artecotta, che arrivò poi a coinvolgere: Enrico Bay, Lucio Del Pezzo, Agenore Fabbri, Tullio Pericoli, Gianfranco Pardi, Arnaldo Pomodoro, Aldo Spoldi ed Emilio Tadini.

Nella sala degli artisti contemporanei è possibile visionare, tra le altre, le opere di Joe Tilson, così come le ceramiche dell'architetto Ugo la Pietra, documentate nei famosi Giardini Mediterranei e inoltre opere di Portoghesi, Dorazio, Mariani, Rontini, Merendi, Bertozzi, Casoni e altri.

### Sala degli autori
Si trovano le testimonianze in fotografe e documenti d'archivio relative alla nascita dell'azienda, nel 1874, sino agli inizi degli anni settanta. Si può prendere visione di una serie di tavole con le marche, per avere una visione d'insieme dell'operato, sia artistico che industriale di Cooperativa Ceramica d'Imola. Troviamo le opere dei ceramisti più significativi del XIX secolo: Gaetano Lodi e Arnaldo Sangiorgi.
Fra quelli del XX secolo si trovano invece pezzi d'arte di: Gaetano Ballardini, M. Bandoli, U. Marfisi, A. Visani, S. Ghinassi, W. Martelli, T. Buscaroli, D. Minganti.

### Sala delle decorazioni
Questa sezione è destinata alla raccolta di 44 diplomi, risalenti a un'epoca che va dalla fine del 1800 sino agli anni settanta. Sono inoltre conservate le decorazioni realizzate dalla Sezione Artistica dalla fondazione sino ad oggi.

### Orario d'apertura
Aperto dal martedì al venerdì dalle 8:30 alle 19:00; il lunedì dalle 15:00 alle 19:00; il sabato dalle 8:30 alle 12:30.
C'è la possibilità di effettuare visite guidate su richiesta

## Produzione
Cooperativa Ceramica d'Imola produce piastrelle per diversi ambienti della casa: cucina, salotto, bagno ed esterni, ma anche per superfici ad utilizzo pubblico, come negozi di piccole dimensioni, così come attività commerciali e aree ad alto calpestio.
Le principali tecnologie produttive utilizzate sono: 
- Monocottura, procedimento che consente di ottenere un prodotto a bassa porosità, che risponde ai requisiti della norma UNI EN 14411[3] e classificato nel Gruppo Blla (GL)
- Bicottura, procedimento particolarmente indicato per i rivestimenti di interni. Il prodotto che si ottiene è un materiale di rivestimento con carico di rottura a flessione mediamente superiore a 15N/mm2 secondo la UNI EN ISO 10545-4 e con assorbimento d'acqua superiore al 10%, classificati nel gruppo BIII (GL) secondo la norma UNI EN 14411. Il materiale ottenuto si posa con facilità.
- Gres porcellanato smaltato, procedimento indicato per pavimenti ad uso residenziale o per piccole attività commerciali.
- Gres porcellanato a tutto spessore, procedimento indicato per qualsiasi tipo di pavimento, anche ad alto calpestio.

## Marchi
- BeeItalian, su beeitalian.com. URL consultato il 7 febbraio 2012 (archiviato dall'url originale il 28 gennaio 2011).
- ImolaCeramica, su imolaceramica.com.
- LaFaenzaCeramica, su lafaenzaceramica.com.
- LeonardoCeramica, su leonardoceramica.com.
- ClipTile, su faenzacliptile.com. URL consultato il 26 maggio 2019 (archiviato dall'url originale il 22 agosto 2011).
- ImolaProject [collegamento interrotto], su imolaproject.com.